# Abczyńscy herbu Abdank
Abczyńscy herbu Abdank – polska rodzina szlachecka.
Z tej rodziny pochodził Wawrzyniec, podstarości ostrzeszowski w 1754 ożeniony z Marianną Reichenfeld. Jego synem był Franciszek (ur. 1770), który miał synów: Stanisława i Romana. Synami Stanisława i Magdaleny z domu Gliszczyńskiej byli Henryk (ożenionego z Romaną Ostrowską - ślub w 1871 roku) i Józef (żonaty dwukrotnie: z Marią Bęską i z Heleną Malinowską - siostrą Lucjana Malinowskiego), którzy w 1854 wylegitymowali się w Królestwie Polskim.
Przedstawiciele rodu
- płk Henryk Abczyński